# Thruxton 500
De Thruxton 500 was een 500-mijlsrace voor motorfietsen die werd gehouden op het Thruxton Circuit bij Andover in Hampshire (Verenigd Koninkrijk). 
De eerste race werd georganiseerd door Neville Goss MBE, die namens de Southampton and District Motor Cycle Club verantwoordelijk was voor het circuit. De Thruxton 500 moest een endurance-race voor normale standaard motorfietsen zijn. Vanwege de afstand van 500 mijl (800 km) moest met ten minste twee coureurs per motorfiets gereden worden. De race werd vanwege zijn lengte aanvankelijk ook wel de "9-uursrace" genoemd. Vanaf het begin was de Thruxton 500 belangrijk voor de Britse fabrikanten, want een podiumplaats in deze uithoudingsrace was een goede reclame voor het merk. Vergelijkbare evenementen waren de door de British Motor Cycle Racing Club georganiseerde Hutchinson 100 op Silverstone en de "Motor Cycle" 500 op Brands Hatch. 
In de jaren tien werd er nog slechts één race op Thruxton georganiseerd, een ronde van het Brits kampioenschap superbike. 

## Geschiedenis
Na de Tweede Wereldoorlog waren veel voormalige militaire vliegvelden overbodig geworden. Één daarvan was RAF Thruxton in Hampshire. In de jaren vijftig werd dit vliegveld als circuit in gebruik genomen, waarbij men gebruik maakte van de twee start/landingsbanen en de wegen rondom het vliegveld. Op 4 augustus 1952 werd de eerste race door de Bristol Motorcycle and Light Car Club georganiseerd. In 1953 werd een langer circuit in gebruik genomen, maar in 1958 werd het overgenomen door de British Automobile Racing Club. Het circuit was toen 3,78 km lang. In dat jaar werd ook de eerste "Thruxton 500" georganiseerd. Hoewel eigenlijk met standaard motorfietsen moest worden gereden, staken de meeste fabrikanten toch veel werk in de tuning van de machines en er werden fabrieksteams opgesteld met topcoureurs. Triumph produceerde in 1965 zelfs de speciale T 120 R Thruxton Bonneville om deel te nemen aan de Thruxton 500. De T 120 R-serie bestond uit slechts ca. 55 handgemaakte motorfietsen waarbij men de beste onderdelen bij elkaar had gezocht. Ze leverden ongeveer 53 pk, terwijl een normale Triumph T 120 Bonneville slechts 47 pk leverde.
RAF Thruxton was in 1942 geopend en in de jaren zestig begon het asfalt te slijten. Bovendien was het circuit erg hobbelig en daarom moest men van 1965 tot 1968 uitwijken naar andere circuits. Intussen werd in Andover op het vliegveldterrein een nieuwe circuit aangelegd dat gebruik maakte van de rond de banen liggende wegen. De start/landingsbanen maakten nog slechts op enkele plaatsen deel uit van het circuit. De nieuwe baan kreeg ook een chicane en drie scherpe bochten achter elkaar. Deze kregen de namen van beroemde Britse recordjagers ("Campbell", "Cobb" en "Segrave"). De combinatie van deze bochten heet "the Complex". 

## Winnaars
| Jaar | Coureurs                                | Circuit      | Merk    | Type                        | Gem. snelheid |
| ---- | --------------------------------------- | ------------ | ------- | --------------------------- | ------------- |
| 1958 | Mike Hailwood, Dan Shorey               | Thruxton     | Triumph | Thunderbird 650             | 106,2 km/h    |
| 1959 | John Lewis, Bruce Daniels, Tony Godfrey | Thruxton     | BMW     | R 69 S                      | 107,5 km/h    |
| 1960 | Ron Langston, Don Chapman               | Thruxton     | AJS     | Model 31 CSR                | 110,2 km/h    |
| 1961 | Tony Godfrey, John Holder               | Thruxton     | Triumph | T120 Bonneville             | 108,3 km/h    |
| 1962 | Phil Read, Brian Setchell               | Thruxton     | Norton  | 650 SS                      | 123,0 km/h    |
| 1963 | Phil Read, Brian Setchell               | Thruxton     | Norton  | 650 SS                      | 110,4 km/h    |
| 1964 | Brian Setchell, Derek Woodman           | Thruxton     | Norton  | 650 SS                      | 110,4 km/h    |
| 1965 | Dave Degens, Barry Lawton               | Castle Combe | Triumph | T120R Bonneville Thruxton   | 127,4 km/h    |
| 1966 | Dave Degens, Rex Butcher                | Brands Hatch | Triumph | T120R Bonneville Thruxton   | 127,3 km/h    |
| 1967 | Percy Tait, Rodney Gould                | Brands Hatch | Triumph | T120R Bonneville Thruxton   | 127,3 km/h    |
| 1968 | Dave Nixon, Peter Butler                | Brands Hatch | Triumph | T100                        | 121,5 km/h    |
| 1969 | Percy Tait, Malcolm Uphill              | Thruxton     | Triumph | T120R Bonneville Thruxton   | 135,7 km/h    |
| 1970 | Peter Williams, Charley Sanby           | Thruxton     | Norton  | Commando 750 S              | 120,4 km/h    |
| 1971 | Percy Tait, Dave Croxford               | Thruxton     | Triumph | T150 Trident                | 135,2 km/h    |
| 1972 | Dave Croxford, Mick Grant               | Thruxton     | Norton  | John Player Norton Commando | 136,8 km/h    |
| 1973 | Rex Butcher, Norman White               | Thruxton     | Norton  | John Player Norton Commando | 132,9 km/h    |